# Trochilidae
Cet article concerne les Colibris et les Oiseaux-mouches. Pour les protozoaires, voir Trochiliidae.
Vous lisez un « bon article » labellisé en 2007.
Colibris, Oiseaux-mouches
Famille
Les trochilidés (ou Trochilidae) sont une famille d'oiseaux qui comprend en 2025 340 espèces couramment appelées colibris. Ils sont également surnommés « oiseaux-mouches » à cause de leur petite taille et leurs battements d'ailes rapides. 
Ces oiseaux colorés se rencontrent exclusivement dans les Amériques et on en rencontre des espèces à presque toutes les altitudes, latitudes et biotopes. Ils sont particuliers à plusieurs égards : ils peuvent voler vers l'arrière ou sur place et effectuer des voltiges impressionnantes, ils sont capables d'une « hibernation » nocturne. En outre, ils ont un métabolisme extrêmement élevé, un rapport entre la masse corporelle et la masse du cerveau tout aussi élevé, une capacité à faire des vocalises complexes et une capacité d'apprentissage des chants comparable à celle des Psittacidae et des Passeriformes.

## Noms désignant les représentants de la famille
Les oiseaux-mouches ont des noms normalisés évocateurs : colibri, bec-en-faucille, ermite, porte-lance, campyloptère, mango, coquette, émeraude, dryade, saphir, ariane, brillant, inca, héliange, érione, haut-de-chausses, porte-traîne, métallure, sylphe et loddigésie.
Le terme « colibri » s'est imposé dans bon nombre de langues, y compris le français où il peut prendre plusieurs sens, ce qui entraîne une certaine confusion. Colibri désigne ainsi l'ensemble des Trochilidae, mais aussi l'un de ses genres, Colibri, et il est utilisé dans les noms normalisés de beaucoup de ses espèces.
Les Cubains préfèrent appeler ces oiseaux zunzuncito, mot espagnol qui veut dire « petit zunzun ». Zunzun est une onomatopée imitant le bruit fait par le battement très rapide des ailes de l'oiseau-mouche. Le terme anglophone hummingbird dérive du verbe to hum, qui peut se traduire par vrombir et chantonner. En portugais, on les appelle Beija-flor, soit littéralement « baise-fleurs ».

## Description

### Morphologie

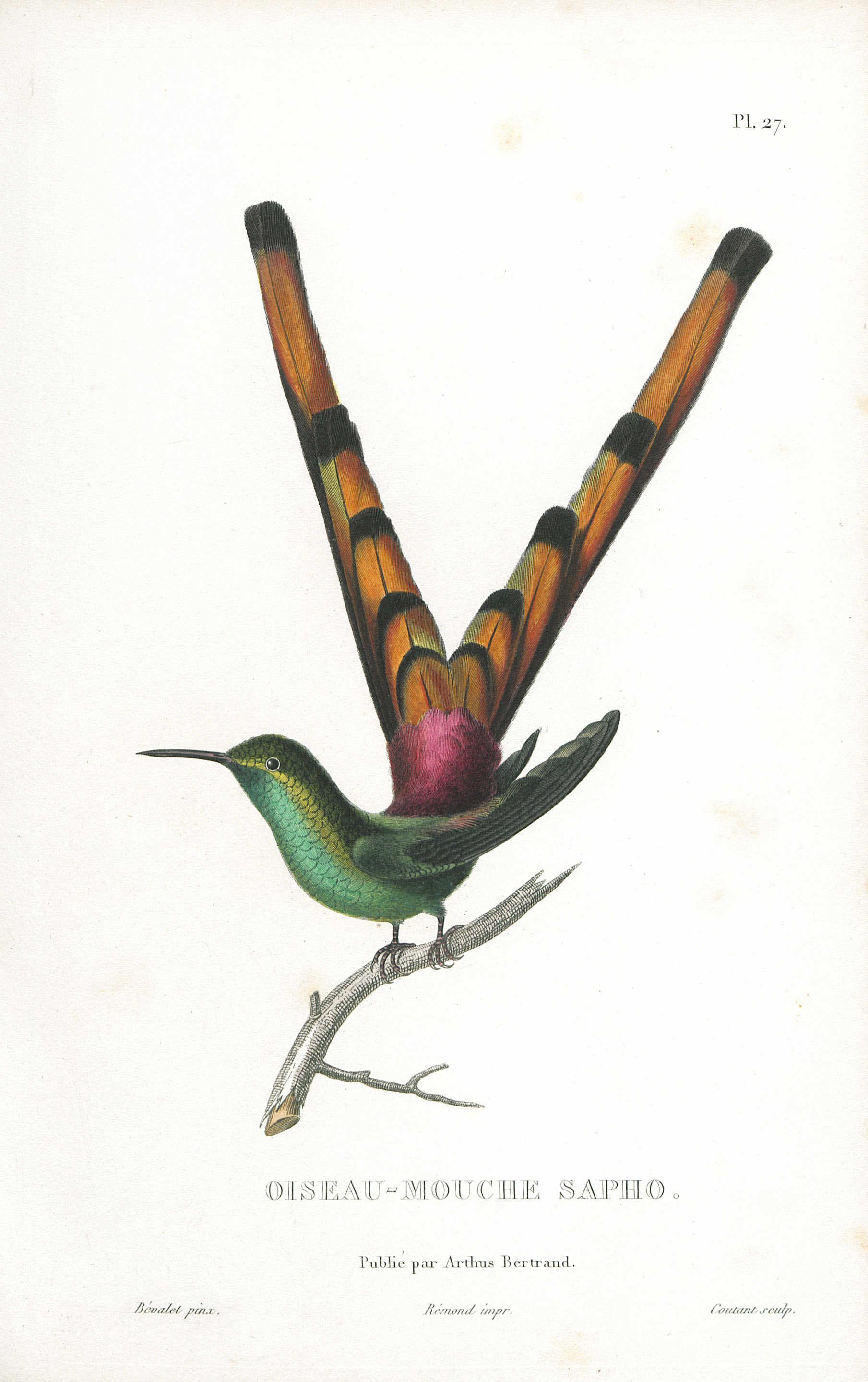
Oiseau-mouche Sapho.

Ce sont des oiseaux petits à minuscules qui mesurent de 2 à 22 cm environ, et jusqu'à 35 cm chez des espèces dont la queue porte de longues rectrices. Ils disposent de dix rectrices sauf chez la Loddigésie admirable qui n'en possède que quatre dont, pour le mâle adulte, deux portent une palette à leur extrémité. Leurs ailes sont longues et étroites et les battements de celles-ci sont très rapides, soit de 20 à 80 coups par seconde ou de 20 à 80 hertz. La longueur de leur queue est variable. Leur bec fin est de longueur extrêmement variable selon les espèces, des becs courts de 1,5 cm à très longs de 10 cm, de rectiligne à nettement courbé. Les pattes sont courtes et se terminent par des pieds minuscules et fragiles. Elles sont apodiformes, c'est-à-dire qu'elles ne leur permettent pas de se poser au sol, mais uniquement sur une branche.
La couleur du plumage varie du brun au vert ou du rouge au noir. Elle est souvent similaire à celle des fleurs que les oiseaux visitent, par mimétisme. Ils ont la gorge ou le dessus de la tête vivement colorés. Certaines plumes possèdent des plaques iridescentes réfléchissant des couleurs métalliques différentes selon l'angle d'où provient la lumière. Leurs plumes squameuses, aux barbules hypertrophiées, forment un ensemble compact sur le corps. Elles ne sont pas retenues entre elles comme chez les autres oiseaux. Cette structure spéciale des plumes iridescentes, à la forme aplatie, renferme des particules d'air. Les oiseaux-mouches disposent de 1 000 plumes en comparaison des 25 000 des cygnes, soit 300 plumes par gramme contre 4 pour les cygnes.
| Mâle | Femelle |
| ---- | ------- |
|      |         |

Le dimorphisme sexuel est important chez les Trochilinae : les mâles sont plus colorés et le mimétisme des femelles est plus performant. Alors que les différences entre espèces sont souvent difficiles à distinguer à l'œil nu chez les femelles et les juvéniles, la détermination des mâles est facile grâce aux nettes différences spécifiques de coloration. Chez les femelles des espèces aux mâles colorés ou chez les taxons plus ternes (Phaethornithinae), la longueur et la forme du bec ainsi que leurs chants sont des critères déterminants pour l'identification.
Le plus petit des oiseaux-mouches est le Colibri d'Hélène (Mellisuga helenae), qui vit à Cuba. La femelle ne pèse que deux grammes, dépasse à peine cinq à six centimètres de longueur et pond les plus petits œufs amniotiques connus. Le plus grand est le Colibri géant (Patagona gigas) : 20 g, 21 cm.

### Alimentation

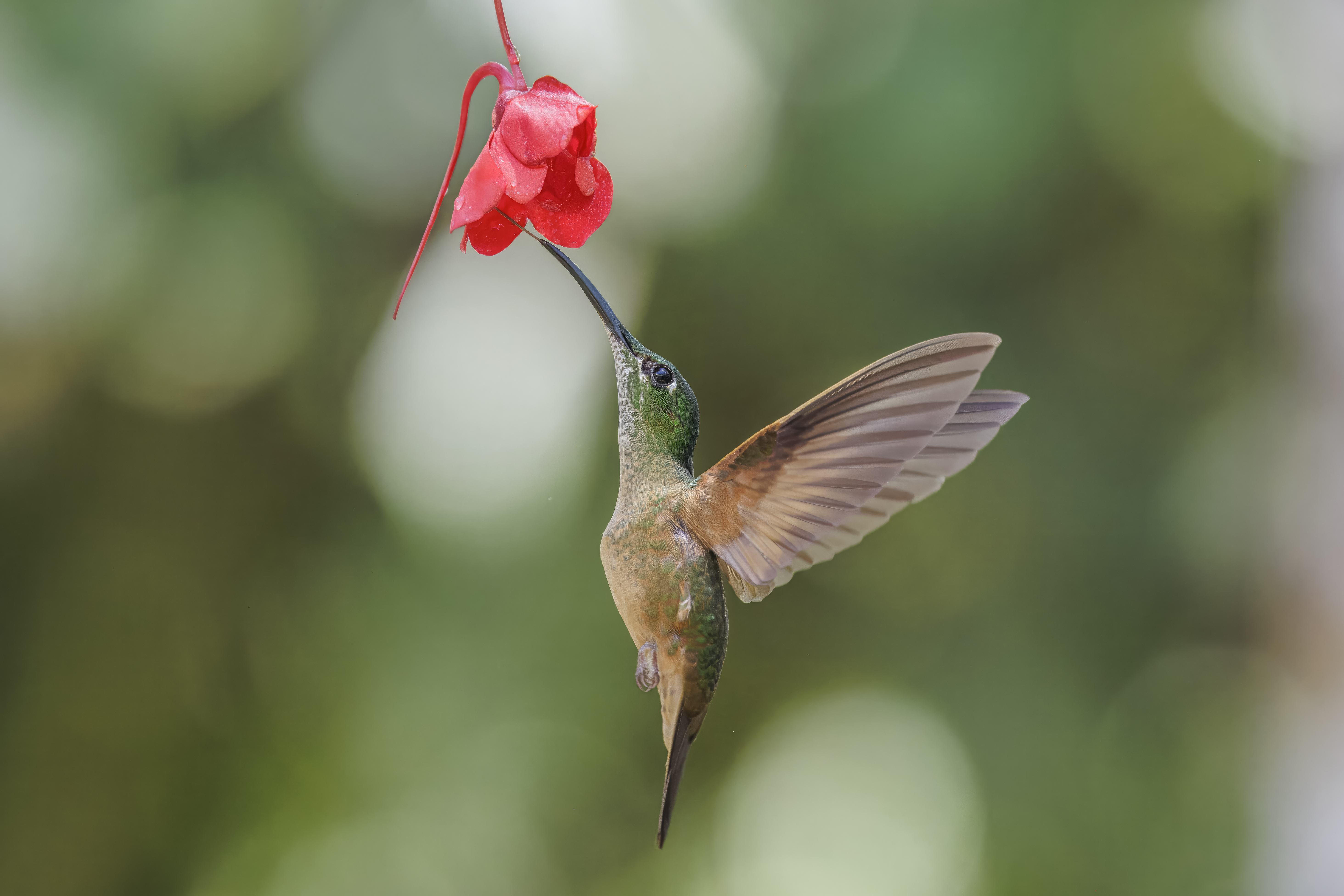
Un brillant rubinoïde en vol aspirant le nectar d'une fleur.

Les oiseaux-mouches sont principalement nectarivores, le nectar constituant 90 % du régime alimentaire, mais également insectivores. Les insectes qu'ils capturent en vol, qu'ils récoltent sur les feuilles ou encore qu'ils retirent des toiles d'araignée leur sont indispensables comme apport en protéines. Certaines espèces peuvent se nourrir de la sève élaborée qui coule des arbres après que les pics y ont creusé à la recherche d'insectes ou de sève. Ils consomment en moyenne la moitié de leur poids en sucre chaque jour. Ils se nourrissent de 5 à 8 fois par heure à raison de 30 à 60 secondes à chaque fois, pour 3,14 à 7,6 kilo calories par jour (l'article référencé utilise des « grandes calories »), ce qui est particulièrement important en comparaison de leur taille.
La superficie de leur territoire est déterminée par l'abondance des fleurs dont ils se nourrissent.

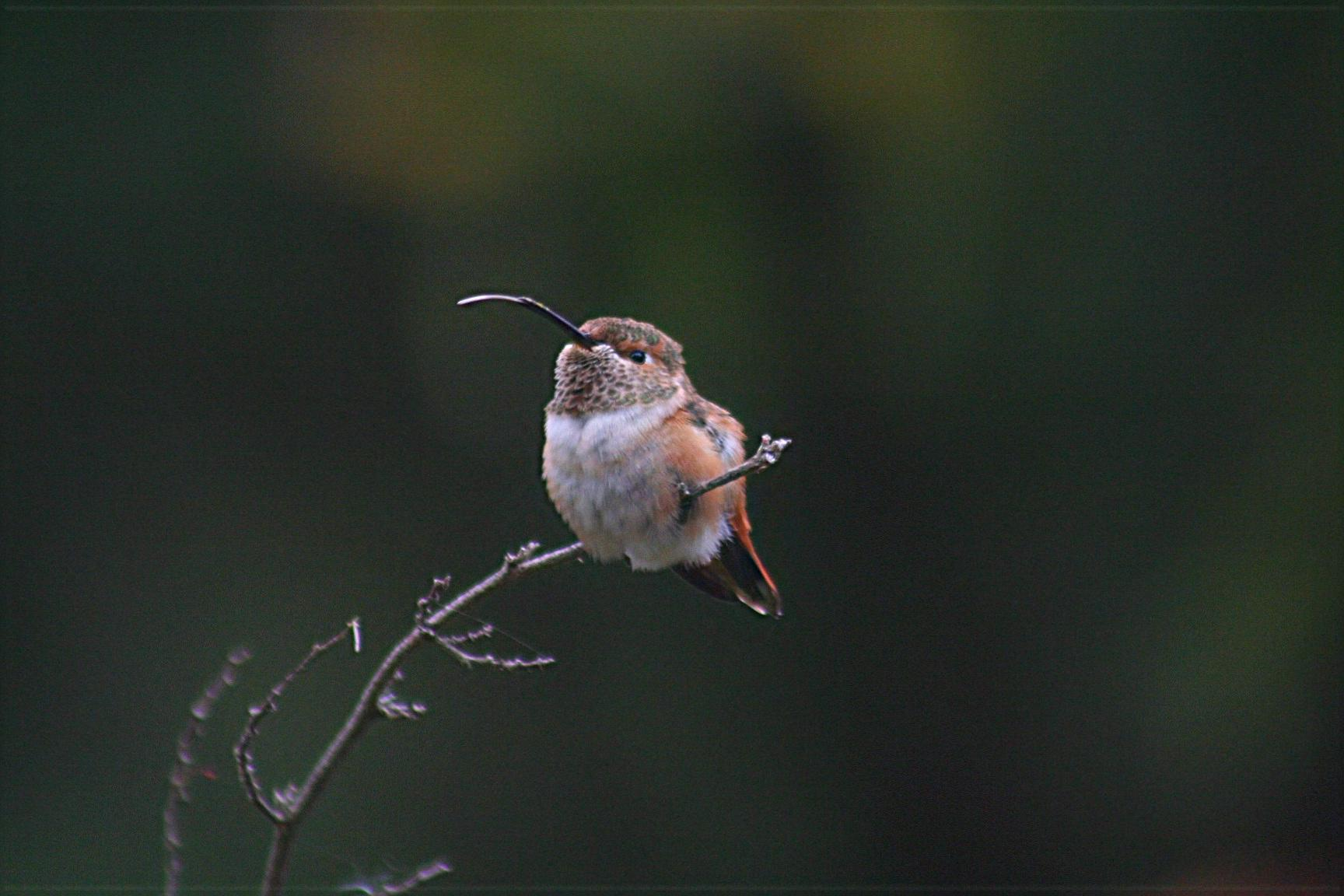
Oiseau-mouche sur une tige.

Les oiseaux-mouches atteignent et absorbent le nectar des fleurs grâce à leur longue langue extensible séparée en deux parties à son extrémité et garnie de petites soies et de nervures. Préalablement renfermée dans une structure particulière attachée à leur bec en forme d'étui, leur langue entre et sort, telle un ressort, un peu à la manière d'un pic. Leur langue atteint le nectar dans la corolle, puis celui-ci monte le long de celle-ci par capillarité. Il est finalement aspiré lorsque la langue est de retour dans le bec.
Certaines fleurs comme les Ornithophilous et les becs des oiseaux-mouches qui les visitent auraient connu un processus de coévolution,,. En effet, les fleurs bénéficient du passage des oiseaux-mouches dans leur corolle en déposant leur pollen sur la tête de l'oiseau-mouche qui la visite. Ces fleurs profitent donc de cet oiseau en accroissant la probabilité que ce pollen soit déposé dans une autre fleur de la même espèce et la féconde. L'évolution du système buccal des oiseaux-mouches, langue et bec, s'est faite en parallèle avec l'adaptation des fleurs.
D'autre part, pour attraper plus facilement les insectes, lorsqu'ils ouvrent leur bec, la base de celui-ci s'agrandit. Ceci est unique chez les oiseaux.

### Comportement

#### Territorialité

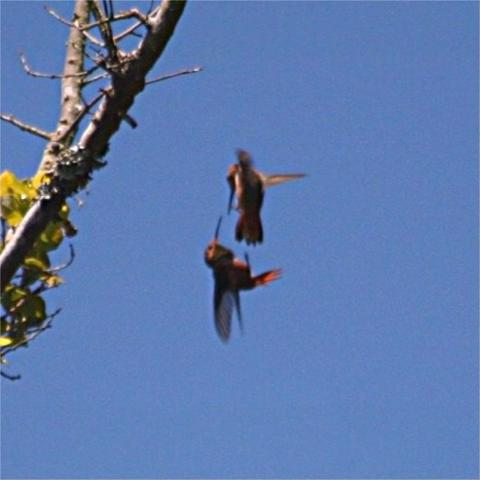
Combat de mâles.

La plupart des espèces sont très territoriales et solitaires. Certaines espèces osent même attaquer des faucons qui s'aventurent sur leur territoire. Les acrobaties aériennes seraient surtout composées de gestes voulant démontrer leur agressivité. La majorité des comportements des oiseaux-mouches observés visent à protéger la source de nourriture qu'ils revendiquent. La faiblesse de l'apport nutritif de leur alimentation par rapport à l'effort fait pour l'obtenir serait une explication pour cette agressivité. Aussi, ils défendent âprement leurs ressources vis-à-vis de concurrents, souvent de la même espèce. Les espèces différentes cohabitant dans une même zone ne se nourrissent généralement pas des mêmes fleurs, ou sur le même étage de la flore.
Les membres de certaines espèces vivent en bande lors de leur migration tout en étant territoriaux lorsqu'ils sont établis dans leur zone de résidence. Les mâles combattent également pour les femelles pendant la saison de reproduction.

#### Reproduction

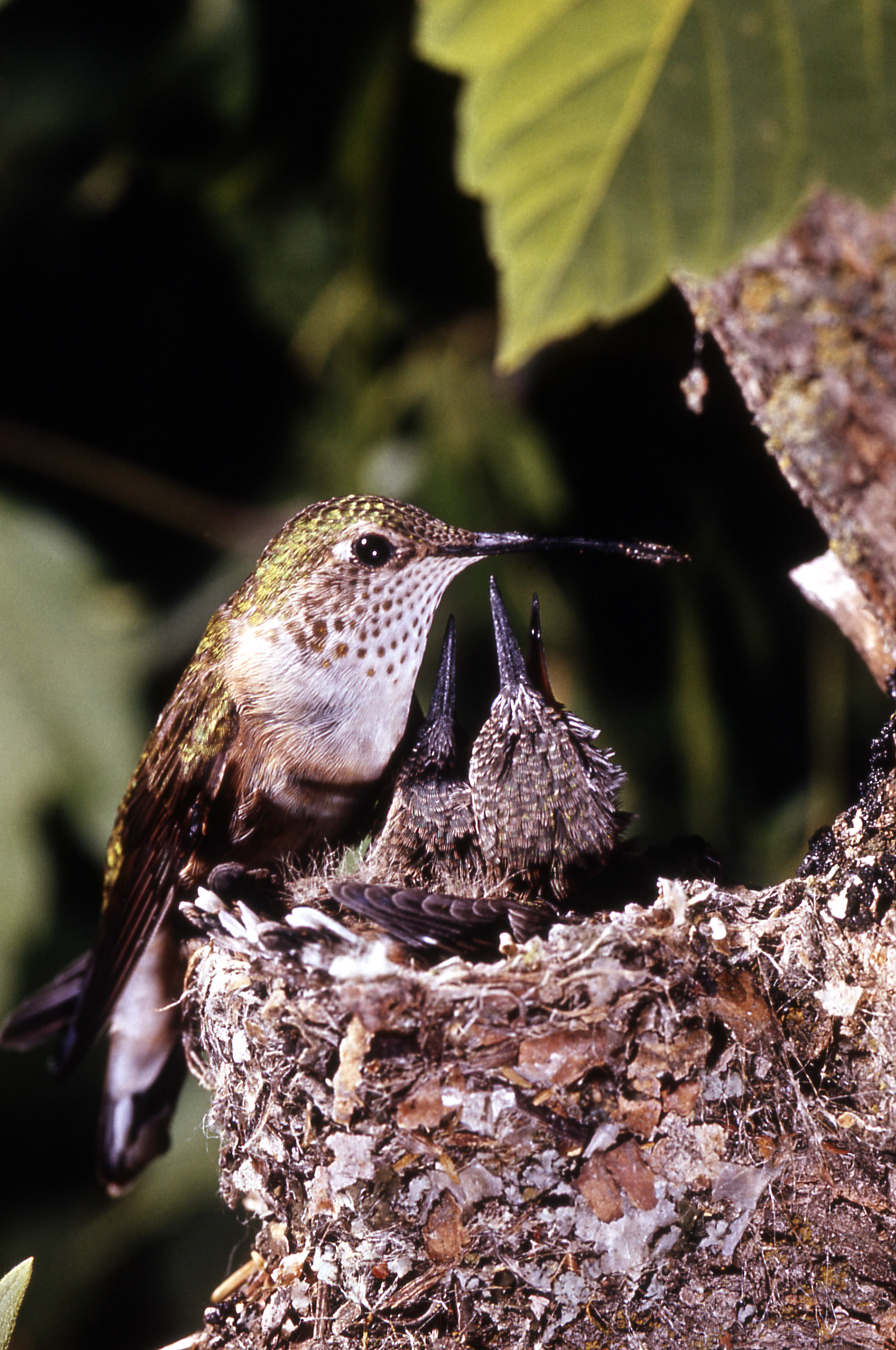
Colibri à queue large avec ses petits.

On ignore la plupart des comportements reproductifs de chacune des espèces. On suppose que le comportement du colibri d'Anna pourrait correspondre à celui de plusieurs espèces d'Amérique du Nord. Il arrive que le mâle soit plus petit que la femelle. En général, une fois accouplée, la femelle construit le nid et élève les petits seule ; le mâle cherche à séduire d'autres femelles.
Généralement, deux œufs minuscules sont pondus dans un nid en forme de coupe, construit avec de la matière végétale retenue par des toiles d'araignées ou des soies d'insectes. Les œufs sont également très bien protégés dans un nid ressemblant aux nœuds d'une branche.
Certains spécimens de Phaethornithinae pondent dans le nid d'autres femelles. L'incubation dure en général 14 à 19 jours. Les oisillons naissent aveugles et nus. Plus exactement, on peut observer deux rangées de plumes minuscules situées sur le dos. Celles-ci vibrent à l'arrivée de la mère et avertissent les poussins du moment tant attendu de la becquée.
Ils sont principalement nourris avec des insectes durant une période de 7 à 12 jours, jusqu'à ce qu'ils soient capables de contrôler leur température. La femelle les nourrit ensuite de 18 à 25 jours après qu'ils ont quitté le nid.

#### Communication
L'appareil vocal de l'oiseau-mouche est simple en comparaison de celui des oiseaux dits chanteurs. En dépit de cet appareil peu développé, on sait que certains oiseaux-mouches des tropiques émettent des chants élaborés. Ceux-ci sont inaudibles pour les humains en raison de leurs fréquences trop élevées pour notre appareil auditif. Le chant des femelles est différent de celui des mâles. Avec les Psittacidae et certains Passeriformes, ils sont les seuls oiseaux à pouvoir apprendre un chant.
En général, les oiseaux-mouches produisent trois types de signaux sonores : un léger bourdonnement, un bruit de crécelle et un gazouillis. Le bourdonnement, produit par les ailes, provient de la friction de l'air à travers les plumes. Le plus mélodieux des oiseaux-mouches serait le mâle colibri à queue large qui, comme un virtuose, laisse entendre un son très musical produit par ses ailes, un peu à la manière d'un criquet, notamment pour le chant nuptial. Les différents bourdonnements permettent de distinguer certaines espèces l'une de l'autre. Cette technique d'identification aide les observateurs à bien les identifier sur le terrain et ceci malgré la distance. Les bourdonnements sont plus fréquemment émis par les mâles et il est possible d'en prendre conscience lors des démonstrations aériennes et des voltiges.
Ils communiquent également en utilisant leur plumage. Ainsi, perchés sur une branche tout en s'assurant d'être bien vus par un oiseau-mouche de passage, ils déploient les plumes de la gorge ou du cou afin de lui adresser un message sans équivoque. Ils agissent aussi de la sorte en exhibant leur queue bien ouverte. Ceci est plus fréquent chez les femelles et les jeunes qui désirent mettre en évidence les pointes blanches des plumes caudales.
Les voltiges aériennes sont principalement de deux types. La première parade se caractérise par un léger va-et-vient d'avant en arrière faisant face à un autre individu. Dans cette mimique en forme d'un petit arc horizontal, les plumes de la queue et de la gorge sont bien déployées. Lors de la seconde voltige aérienne, souvent appelée « le pendule », la manifestation est d'une plus grande intensité. Elle consiste en un grand arc de cercle exécuté de haut en bas adoptant la forme d'un grand « U » d'où l'oiseau peut s'élever de 1 à 12 mètres pour ensuite rejoindre son perchoir. À ce moment, il est possible d'entendre un bourdonnement produit par les ailes et des cris grinçants. Cette dernière parade est propre au mâle qui témoignerait ainsi de son agressivité vis-à-vis d'un autre individu de même sexe ou de sexe opposé. Quant à la première, elle ne saurait être l'apanage d'un seul sexe et serait encore là pour témoigner des sentiments hostiles envers d'autres oiseaux-mouches. Les recherches récentes n'excluent pas que ces parades et ces hautes voltiges soient utilisées en d'autres circonstances pour communiquer leurs intentions amoureuses à un partenaire de sexe opposé.
On connaît également une autre parade réalisée par les deux opposants simultanément, qu'on appelle « vol vertical » : les individus volent de haut en bas sur une certaine hauteur en se faisant face à une distance de moins d'1 mètre l'un de l'autre. Cette dernière parade peut être accompagnée de gazouillis.
On reconnaît également un autre vol dit « horizontal » qui se fait sur une courte trajectoire horizontale et peut être accompagné de gazouillis ou de bourdonnements. Ce comportement serait également utilisé pour témoigner son agressivité vis-à-vis d'un autre oiseau-mouche et comme possible parade nuptiale.

### Sens
Comme beaucoup d'oiseaux, les trochilidés ont peu ou pas de sens de l'odorat. Par contre, leur vue est performante. Des expériences ont montré qu'ils étaient particulièrement attirés par les fleurs rouges, comptant y trouver le plus de nectar possible. Ils sont cependant capables de comprendre que ce n'est pas forcément le cas et de changer leur habitude.
Comme les autres oiseaux, ils sont tétrachromates et donc capables de distinguer les ultraviolets, pour des longueurs d'onde de 325 à 360 nanomètres. Outre que cela leur permet vraisemblablement de mieux distinguer certaines fleurs, ceci permet aussi aux femelles de mieux choisir leur mâle.

### Anatomie
En comparaison avec leur poids, l'oiseau-mouche possède le plus gros cœur de tous les oiseaux. Ce dernier représente 2,4 % de sa masse corporelle contre 1 % chez le corbeau. Les performances de vol sont rendues possibles grâce à la masse musculaire du muscle pectoral qui constitue de 25 à 30 % de son poids en comparaison avec seulement 5 % chez l'humain. Chez les oiseaux-mouches, la souplesse de l'articulation de l'épaule les rend aptes à battre les ailes dans toutes les directions. En fait, leur aile est constituée essentiellement de leur « main » alors que leurs bras sont très courts, contrairement aux autres oiseaux.
En outre, le sang des oiseaux-mouches a la plus haute teneur en hématie de tous les vertébrés, ce qui permet au sang de transporter une grande quantité d'oxygène aux muscles lors des efforts. Le volume d'oxygène brassé à chaque respiration est le double de celui d'un mammifère de même taille. En outre, le système respiratoire des oiseaux est surement le plus performant de tous les vertébrés. De plus, la fréquence est d'environ 300 respirations par minute et de 500 en vol contre 14 à 18 pour l'homme ou 30 pour les pigeons. Ainsi, la densité en globules rouges est d'environ 6 590 000 unité par millimètre cube pour le Colibri rubis-topaze.
Si la plupart des oiseaux sont uricotéliques, excrétant de l'acide urique et des urates, et non pas amino-uréolétique (excrétion d'une combinaison d'ammoniaque et d'urée), les Trochilidae le sont partiellement, spécialement pour les petites espèces.
Une partie de la langue est cartilagineuse.

### Locomotion
| |  |  |
| L'Oiseau-mouche (à gauche) et le Moro-sphinx, papillon sphingidé diurne (à droite), ont en commun une longue langue adaptée pour puiser le nectar et une capacité au vol stationnaire. |  |  |

Les traînées des vortex dues au vol d'un oiseau-mouche révélées par un nuage de bulles de savon rempli d'hélium et photographié en stéréo.

Quatre types de mouvement d'aile pour quatre directions.

Vol complet, vu de profil.

Les oiseaux-mouches sont capables de battre des ailes très rapidement, 8 à 10 Hz pour le colibri géant, 20 à 25 battements pour les espèces de taille moyenne et plus de 70 pour les plus petites. Leurs battements d'ailes produisent un vrombissement caractéristique.
La structure osseuse de leurs ailes que l'on ne retrouve qu'au niveau du poignet des autres oiseaux assure une mobilité des épaules unique alors qu'elle est axée sur le seul mouvement vertical dirigé de haut en bas pour les autres oiseaux. Les oiseaux-mouches, grâce aux particularités de leur squelette, peuvent battre des ailes dans toutes les directions et faire des prouesses aériennes inégalées. Ils peuvent voler sur place en effectuant des mouvements de leurs ailes en forme de 8. Ils sont les seuls oiseaux capables de voler en arrière. Leurs cabrioles peuvent être effectuées à une vitesse moyenne de 30 à 45 kilomètres par heure. Le vol d'avant en arrière ou le vol en piqué peuvent atteindre 96 kilomètres par heure avec jusqu'à 200 battements par seconde pour un vol en plongée. Selon des chercheurs américains, cet oiseau parvient à faire du sur-place en battant des ailes à 75 % vers le bas et à 25 % vers le haut. Cette façon de voler rappelle le vol de certains insectes comme celui des Sphingidae.

## Métabolisme et génétique

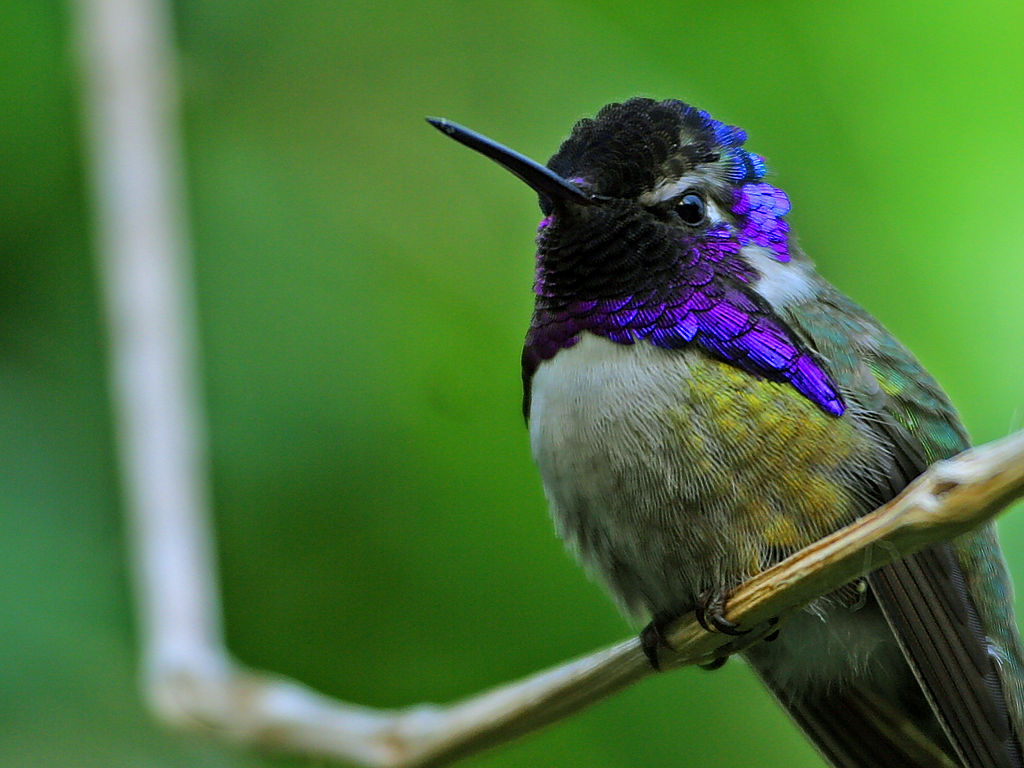
Colibri de Costa mâle au repos.

Le métabolisme des oiseaux-mouches est très actif, même pour des oiseaux (dont le métabolisme est plus actif que celui des mammifères). Un oiseau-mouche peut digérer une drosophile en dix minutes. Leurs ailes battent à des cadences vertigineuses, la fréquence cardiaque du Colibri à gorge bleue a été mesurée à plus de 1 260 battements par minute. Ils consomment leur propre poids en nourriture chaque jour et ils sont souvent à quelques heures de mourir de faim. De ce fait, ils passent 70 % de leur temps perchés, économisant leur énergie.
Cependant, ils sont capables de ralentir leur métabolisme jusqu'à la léthargie, par exemple la nuit, lorsque la nourriture n'est que difficilement disponible. Leur température peut baisser de 30 à 20 °C. La fréquence cardiaque passe approximativement à 50 battements par minute. Leur respiration se ralentit nettement. Ils sont alors vulnérables car ils ne peuvent pas reprendre leur activité immédiatement.
Les oiseaux-mouches effectuant de longues migrations, comme le Colibri à gorge rubis qui doit parcourir 800 km, doivent accumuler près de 40 à 50 % de leur poids en graisse pour pouvoir effectuer le voyage. Cette graisse les ralentit considérablement.
Les colibris possèdent des adaptations métaboliques distinctes pour alimenter leur vol stationnaire exigeant en énergie, mais leur origine génétique n'a commencé à être élucidée qu'en 2023. Le séquençage du génome de l'Ermite à brins blancs montre que le gène FBP2 (fructose-bisphosphatase 2), qui code une enzyme musculaire gluconéogénique, a été spécifiquement inactivé dans la lignée ancestrale des colibris. Cette inactivation a pour effet de sur-réguler la glycolyse et d'améliorer la respiration cellulaire, les mitochondries étant par ailleurs plus nombreuses. Les gènes impliqués dans la respiration cellulaire et l'organisation des mitochondries ont aussi une expression sur-régulée dans les muscles du vol des colibris. La perte du gène FBP2 a probablement été une étape-clé dans les adaptations métaboliques requises par le vol stationnaire.

## Chorologie

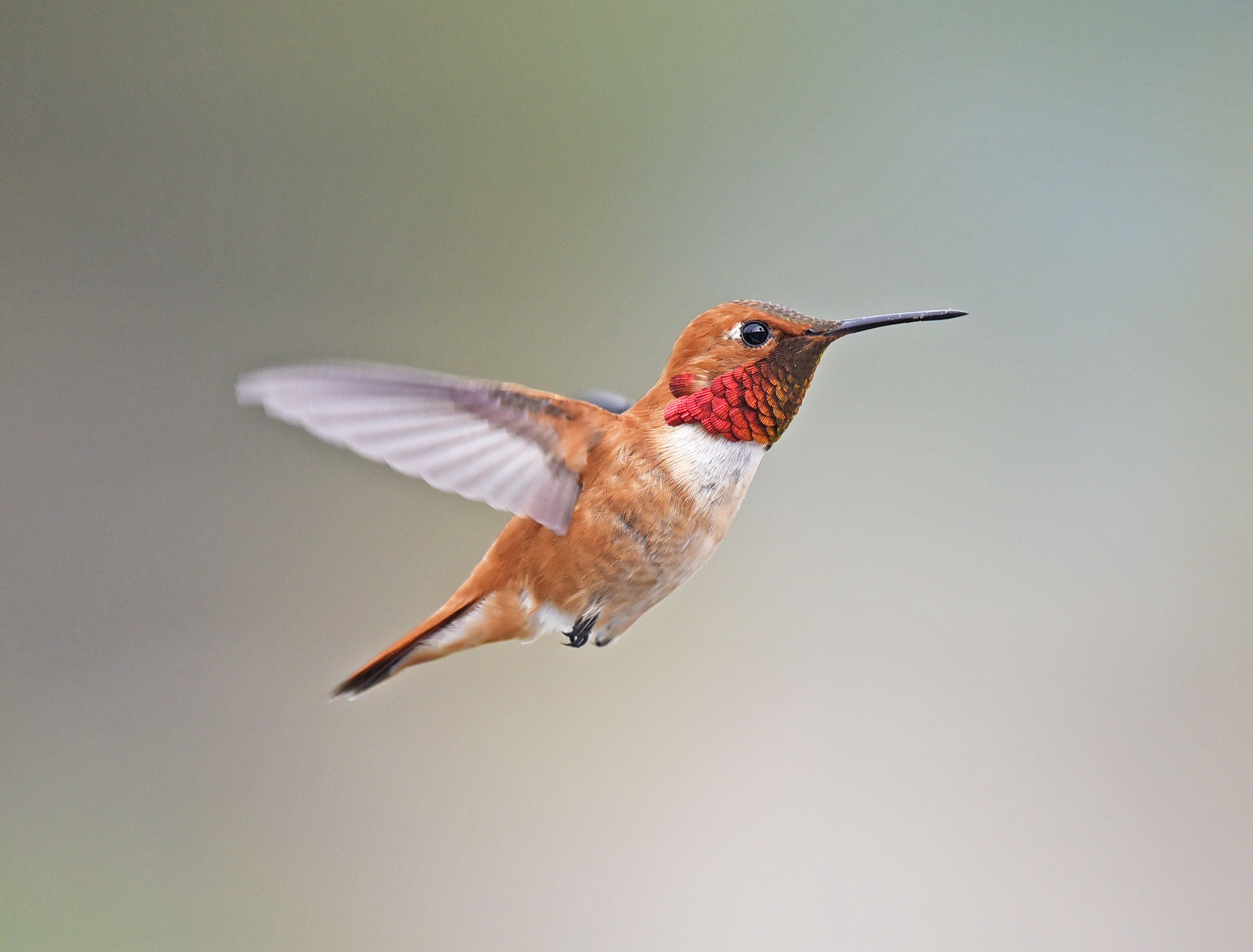
Ceci est un Cet oiseau est un Selas).oAu appelé rus rufus (mdee), Aussi appeler le Washington

### Écologie
Les oiseaux-mouches vivent dans des milieux très diversifiés, depuis les forêts andines, aux forêts tropicales en passant par les forêts tempérées d'arbres à feuilles caduques de la Terre de Feu ou d'Alaska. Certains oiseaux-mouches ne vivent que dans un biotope très particulier, voire un étage particulier d'une forêt, les autres étages étant occupés par d'autres espèces d'oiseaux-mouches. Ceci est lié à la symbiose évolutive entre certaines plantes et ces petits oiseaux. Les oiseaux-mouches pollinisent 58 espèces de fleurs au Brésil. Les ananas sont pollinisés par les oiseaux mouches, il est d'ailleurs interdit d'importer ces oiseaux dans plusieurs régions du monde où ces pollinisateurs n'existent pas, comme aux îles Hawaii, pour ne pas menacer les rendements. Pour certaines espèces, ils sont même les seuls à pouvoir le faire et sont donc vitaux pour la survie de ces plantes.
Certaines espèces d'Acari se servent des oiseaux-mouches comme espèces phorésiques. Comme eux, elles vivent du nectar et du pollen des fleurs. Elles s'abritent dans les narines des oiseaux quand ceux-ci visitent les fleurs et s'y reproduisent. Ces acariens ne nuisent pas aux oiseaux mais modifient indirectement leur alimentation et donc leur comportement,. Au moins quarante espèces d'acariens de ce « type » ont été décrites.

### Répartition
Les oiseaux-mouches peuplent la majeure partie des Amériques, à l'exception de la plus grande partie du Canada, mais se rencontrent cependant en Alaska. Particulièrement abondants dans la zone néotropicale, ils occupent une large gamme de milieux, partout où poussent des plantes qui peuvent les alimenter en nectar, depuis le niveau de la mer jusqu'à près de 5 000 m d'altitude, avec la plus grande diversité dans les régions sub-montagneuses.
Le nombre d'espèces est le plus élevé en Équateur, où l'on peut en observer 163. 31 espèces sont recensées en Guyane. En fait, 50 % des espèces vivent de part et d'autre de l'équateur dans une zone de 10° de latitude nord à 25° sud. Leur distribution diminue au-delà de cette zone de manière régulière. Ainsi seulement 51 espèces sont recensées au Mexique et 21, au-delà. Seize s'y reproduisent, une en est un migrateur régulier, tandis que les quatre autres sont considérées comme des visiteurs occasionnels. Parmi celles-ci, quatre d'entre elles se retrouvent au Canada, dont le colibri roux, qui se rencontre jusqu'aux côtes sud de l'Alaska.
La distribution des espèces au sud est plus faible encore puisqu'il n'existe que 20 espèces au-dessous de 20° de latitude. Seul le colibri à dos vert traverse le détroit de Magellan pour nicher en Terre de Feu.
Dix-neuf ont été comptabilisées aux Antilles et deux dans l'archipel Juan Fernández.

### Migration
La plupart des oiseaux-mouches ne migrent pas. Un certain nombre d'espèces effectue des migrations altitudinales saisonnières. C'est le cas notamment de certains colibris des régions montagneuses du Costa Rica qui doivent se replier pendant la saison des pluies vers des zones de plus basse altitude, pour pallier la raréfaction des fleurs et donc du nectar. Seules demeurent sur place les espèces les plus opportunistes capables de s'adapter à d'autres sources de nourriture.
Une minorité d'espèces effectue des migrations sur de longues distances. Les vols migratoires s'effectuent presque toujours au-dessus de la terre ferme. Ils sont entrecoupés de haltes plus ou moins longues qui dépendent notamment de l'abondance des sources de nourriture. Ainsi, sept espèces de colibris nichant dans la moitié occidentale des États-Unis migrent vers le Mexique en passant en août au-dessus des prairies montagnardes où il semble qu'elles suivent la floraison des plantes herbacées. Le colibri roux est celui qui effectue la plus longue route migratoire. Il migre de l'Alaska aux régions du nord et du centre du Mexique. Le colibri à gorge rubis est un autre migrateur pouvant traverser d'une seule traite le golfe du Mexique et parcourant ainsi environ 1 000 km sans aucune halte possible.
En général, les mâles arrivent en premier pour établir leur propre territoire. Peu après leur arrivée, les femelles surviennent et déterminent le leur selon le lieu de nidification qui leur semble le plus propice pour élever leur petite famille. Les mâles démontrent beaucoup d'agressivité envers tout autre oiseau-mouche qui voudrait pénétrer dans son territoire, même une femelle. Cette dernière démontre également de l'agressivité mais à un moindre niveau. Elle est trop affairée à la construction du nid et à l'éducation des jeunes. Ces espèces effectuent de courtes haltes où les individus se réservent des territoires dans des endroits qui coïncident avec les territoires de reproduction d'autres espèces. C'est ainsi que l'on peut apercevoir en même temps, sur la côte ouest des États-Unis, le colibri d'Anna, le colibri d'Allen, et le colibri de Costa, en période de reproduction pendant que l'on y retrouve le colibri à queue large et le colibri calliope, durant leur migration.
Certains colibris roux montrent une tendance à migrer d'ouest en est durant l'hiver plutôt que de migrer vers l'Amérique Centrale. Ce phénomène a toujours eu lieu, mais en raison des perspectives alimentaires fournies par les humains, ceux-ci survivent mieux qu'auparavant et transmettent leur route de migration à leur progéniture. Cette espèce se montre assez résistante et si la nourriture et les abris sont suffisants, cette population est capable de tolérer des températures de −20 °C.

### Prédateurs
Leurs prédateurs principaux sont les petits félins, les serpents et les autres oiseaux comme les faucons Micrastur et des chevêchettes Glaucidium. Les chats sont même une des causes principales de la disparition des Sephanoides fernandensis au Chili. Leurs prédateurs les plus dangereux sont en fait les espèces qui pillent les nids comme les Corvidae, les Ramphastidae, et quelques micro-chiroptères. Les femelles regagnent leurs nids en volant en zigzags ou en demi-cercles pour éviter de mener un prédateur directement au nid.

## Classification, dénomination et histoires

### Taxonomie et dénomination

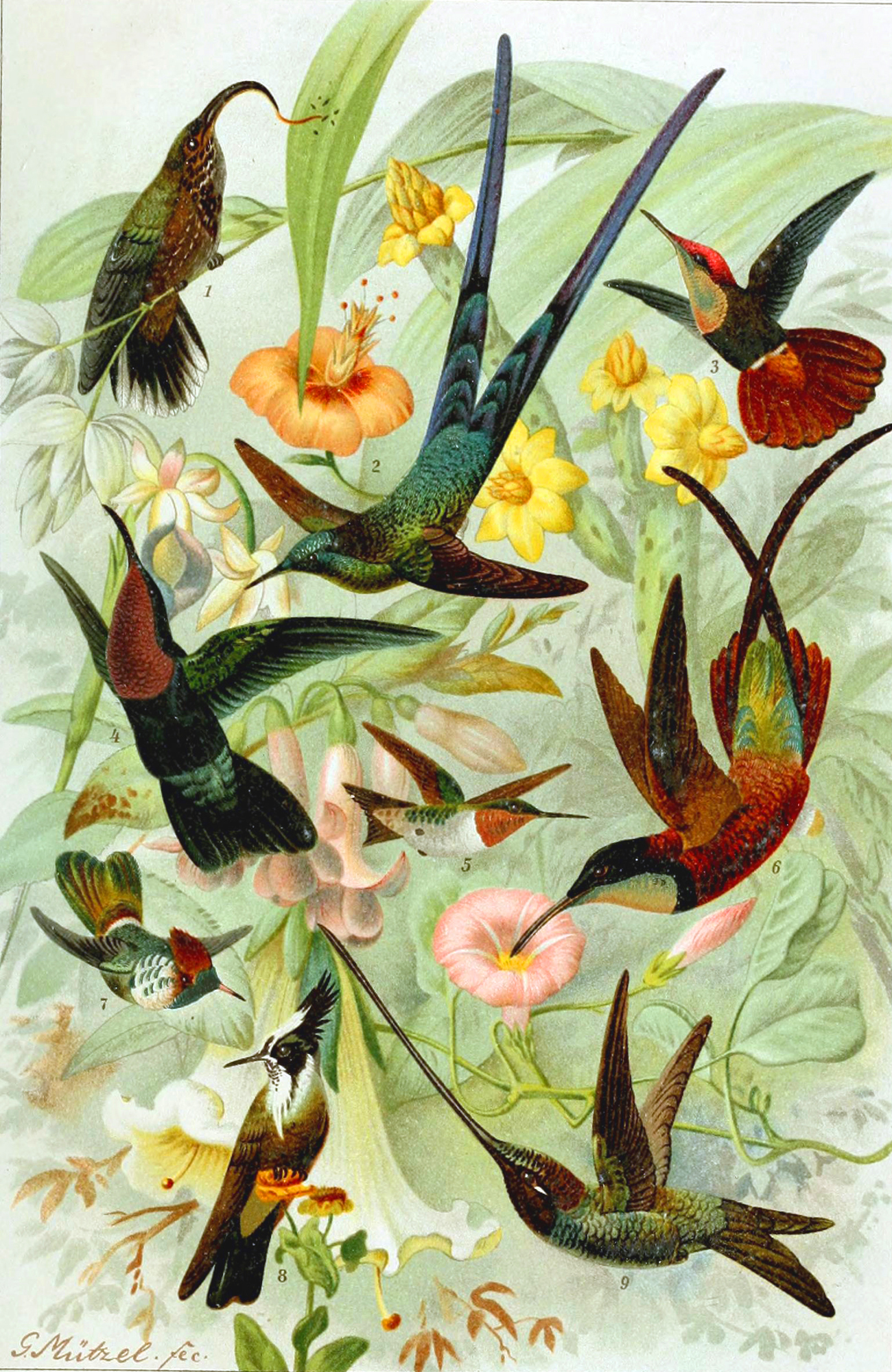
Différents colibris par G. Mütrel.

Louis Marie Pantaleon Costa réalisa une des premières grandes collections de ces oiseaux au début du XIXe siècle. Jules Bourcier fut un grand spécialiste de ces oiseaux sur la fin de ce siècle. John Gould a publié la célèbre Monograph of the Trochilidae, or Family of Humming-Birds entre 1849-61 et un supplément entre 1880-87.
Le terme Trochilidae a été construit à partir du grec ancien τροχῐ́λος / trokhílos qui désigne des « petits oiseaux ». Selon certaines sources, le terme « colibri » dériverait d'une langue caribe. Dans les classifications traditionnelles, cette famille était classée dans l'ordre des Apodiformes. La classification de Sibley place cette famille dans les Trochiliformes qui est monotypique, mais cette hypothèse est discutée.
Les Nectariniidae qui leur ressemblent par la couleur de leur plumage ou leur alimentation, ne sont que des parents plus lointains (Passeriformes) qui vivent dans l'océan Indien et le Pacifique. Il arrive que certaines de ces espèces soient qualifiées à tort de colibri ou d'oiseau-mouche.

### Histoire du taxon
Les ailes des oiseaux-mouches sont creuses et fragiles, rendant la fossilisation difficile, l'histoire de cette famille n'est donc connue que grâce aux analyses phylogénétiques. Il semble que les oiseaux-mouches aient un ancêtre commun avec les martinets, il y a environ 35 Ma. Deux fossiles d'espèces très voisines, datés de 29 Ma, ont été mis au jour dans le Bade-Wurtemberg et nommés Eurotrochilus inexpectatus. Ils vivaient dans un climat comparable à celui de l'Amérique du Sud actuellement. Un spécimen de Eurotrochilus bien conservé et trouvé en France révèle que ceux-ci sont morphologiquement très modernes et plus proches des Trochilinae que des Phaethornithinae. Le plus vieux fossile comparable avait été mis au jour en Amérique du Sud et datait de 1 Ma seulement.
L'hybridation de l'ADN suggère que l'explosion radiative initiale ait eu lieu, au moins en partie, au cours du Serravallien, entre 12 et 13 Ma, pendant l'émergence des Andes. Ces oiseaux sont passés d'une altitude de 1 500 mètres à 2 000 mètres. On les suppose originaires de l'Amérique du Sud car leur diversité y est la plus importante.

### Systématique
On dénombre plus de 330 espèces d'oiseaux-mouches réparties en Amérique tempérée et tropicale.
Les colibris étaient autrefois divisés en deux sous-familles, les ermites (Phaethornithinae) et les non-ermites (Trochilinae). Les résultats d'une étude d'hybridation d'ADN de 2007 ont suggéré que les ermites étaient à la base du reste de la famille.
Des études de phylogénétique moléculaire par Jimmy McGuire et ses collaborateurs publiées entre 2007 et 2014 ont déterminé les relations entre les principaux groupes de colibris,,. Les noms latins sont ceux proposés par Dickinson et Remsen en 2013.
|  | Florisuginae     |
|  |                  |
|  | Phaethornithinae |
|  |                  |

|  | Heliantheini |
|  |              |
|  | Lesbiini     |
|  |              |

|  | \| \| Lampornithini \| \| \| \| \| \| Mellisugini \| \| \| \| |
|  |                                                               |
|  | Trochilini                                                    |
|  |                                                               |
|  | Lampornithini                                                 |
|  |                                                               |
|  | Mellisugini                                                   |
|  |                                                               |

|  | Lampornithini |
|  |               |
|  | Mellisugini   |
|  |               |

|  | \| \| Lampornithini \| \| \| \| \| \| Mellisugini \| \| \| \| |
|  |                                                               |
|  | Trochilini                                                    |
|  |                                                               |
|  | Lampornithini                                                 |
|  |                                                               |
|  | Mellisugini                                                   |
|  |                                                               |

|  | Lampornithini |
|  |               |
|  | Mellisugini   |
|  |               |

|  | Heliantheini |
|  |              |
|  | Lesbiini     |
|  |              |

|  | \| \| Lampornithini \| \| \| \| \| \| Mellisugini \| \| \| \| |
|  |                                                               |
|  | Trochilini                                                    |
|  |                                                               |
|  | Lampornithini                                                 |
|  |                                                               |
|  | Mellisugini                                                   |
|  |                                                               |

|  | Lampornithini |
|  |               |
|  | Mellisugini   |
|  |               |

|  | \| \| Lampornithini \| \| \| \| \| \| Mellisugini \| \| \| \| |
|  |                                                               |
|  | Trochilini                                                    |
|  |                                                               |
|  | Lampornithini                                                 |
|  |                                                               |
|  | Mellisugini                                                   |
|  |                                                               |

|  | Lampornithini |
|  |               |
|  | Mellisugini   |
|  |               |

|  | Heliantheini |
|  |              |
|  | Lesbiini     |
|  |              |

|  | \| \| Lampornithini \| \| \| \| \| \| Mellisugini \| \| \| \| |
|  |                                                               |
|  | Trochilini                                                    |
|  |                                                               |
|  | Lampornithini                                                 |
|  |                                                               |
|  | Mellisugini                                                   |
|  |                                                               |

|  | Lampornithini |
|  |               |
|  | Mellisugini   |
|  |               |

|  | \| \| Lampornithini \| \| \| \| \| \| Mellisugini \| \| \| \| |
|  |                                                               |
|  | Trochilini                                                    |
|  |                                                               |
|  | Lampornithini                                                 |
|  |                                                               |
|  | Mellisugini                                                   |
|  |                                                               |

|  | Lampornithini |
|  |               |
|  | Mellisugini   |
|  |               |

|  | Heliantheini |
|  |              |
|  | Lesbiini     |
|  |              |

|  | \| \| Lampornithini \| \| \| \| \| \| Mellisugini \| \| \| \| |
|  |                                                               |
|  | Trochilini                                                    |
|  |                                                               |
|  | Lampornithini                                                 |
|  |                                                               |
|  | Mellisugini                                                   |
|  |                                                               |

|  | Lampornithini |
|  |               |
|  | Mellisugini   |
|  |               |

|  | \| \| Lampornithini \| \| \| \| \| \| Mellisugini \| \| \| \| |
|  |                                                               |
|  | Trochilini                                                    |
|  |                                                               |
|  | Lampornithini                                                 |
|  |                                                               |
|  | Mellisugini                                                   |
|  |                                                               |

|  | Lampornithini |
|  |               |
|  | Mellisugini   |
|  |               |

|  | Florisuginae     |
|  |                  |
|  | Phaethornithinae |
|  |                  |

|  | Heliantheini |
|  |              |
|  | Lesbiini     |
|  |              |

|  | \| \| Lampornithini \| \| \| \| \| \| Mellisugini \| \| \| \| |
|  |                                                               |
|  | Trochilini                                                    |
|  |                                                               |
|  | Lampornithini                                                 |
|  |                                                               |
|  | Mellisugini                                                   |
|  |                                                               |

|  | Lampornithini |
|  |               |
|  | Mellisugini   |
|  |               |

|  | \| \| Lampornithini \| \| \| \| \| \| Mellisugini \| \| \| \| |
|  |                                                               |
|  | Trochilini                                                    |
|  |                                                               |
|  | Lampornithini                                                 |
|  |                                                               |
|  | Mellisugini                                                   |
|  |                                                               |

|  | Lampornithini |
|  |               |
|  | Mellisugini   |
|  |               |

|  | Heliantheini |
|  |              |
|  | Lesbiini     |
|  |              |

|  | \| \| Lampornithini \| \| \| \| \| \| Mellisugini \| \| \| \| |
|  |                                                               |
|  | Trochilini                                                    |
|  |                                                               |
|  | Lampornithini                                                 |
|  |                                                               |
|  | Mellisugini                                                   |
|  |                                                               |

|  | Lampornithini |
|  |               |
|  | Mellisugini   |
|  |               |

|  | \| \| Lampornithini \| \| \| \| \| \| Mellisugini \| \| \| \| |
|  |                                                               |
|  | Trochilini                                                    |
|  |                                                               |
|  | Lampornithini                                                 |
|  |                                                               |
|  | Mellisugini                                                   |
|  |                                                               |

|  | Lampornithini |
|  |               |
|  | Mellisugini   |
|  |               |

|  | Heliantheini |
|  |              |
|  | Lesbiini     |
|  |              |

|  | \| \| Lampornithini \| \| \| \| \| \| Mellisugini \| \| \| \| |
|  |                                                               |
|  | Trochilini                                                    |
|  |                                                               |
|  | Lampornithini                                                 |
|  |                                                               |
|  | Mellisugini                                                   |
|  |                                                               |

|  | Lampornithini |
|  |               |
|  | Mellisugini   |
|  |               |

|  | \| \| Lampornithini \| \| \| \| \| \| Mellisugini \| \| \| \| |
|  |                                                               |
|  | Trochilini                                                    |
|  |                                                               |
|  | Lampornithini                                                 |
|  |                                                               |
|  | Mellisugini                                                   |
|  |                                                               |

|  | Lampornithini |
|  |               |
|  | Mellisugini   |
|  |               |

|  | Heliantheini |
|  |              |
|  | Lesbiini     |
|  |              |

|  | \| \| Lampornithini \| \| \| \| \| \| Mellisugini \| \| \| \| |
|  |                                                               |
|  | Trochilini                                                    |
|  |                                                               |
|  | Lampornithini                                                 |
|  |                                                               |
|  | Mellisugini                                                   |
|  |                                                               |

|  | Lampornithini |
|  |               |
|  | Mellisugini   |
|  |               |

|  | \| \| Lampornithini \| \| \| \| \| \| Mellisugini \| \| \| \| |
|  |                                                               |
|  | Trochilini                                                    |
|  |                                                               |
|  | Lampornithini                                                 |
|  |                                                               |
|  | Mellisugini                                                   |
|  |                                                               |

|  | Lampornithini |
|  |               |
|  | Mellisugini   |
|  |               |

#### Liste des genres
Selon la classification de référence du Congrès ornithologique international (version 14.1, 2024) :
Sous-famille des Florisuginae
- Topaza (2 espèces)
  - Topaza pella - Colibri topaze
  - Topaza pyra - Colibri flamboyant
- Florisuga (2 espèces)
  - Florisuga mellivora - Colibri jacobin
  - Florisuga fuscus - Colibri demi-deuil

Sous-famille des Phaethornithinae
- genre Ramphodon Lesson, 1830 (1 espèce)
  - Ramphodon naevius – Ermite tacheté
- genre Eutoxeres Reichenbach, 1849 (2 espèces)
  - Eutoxeres aquila – Bec-en-faucille aigle
  - Eutoxeres condamini – Bec-en-faucille de La Condamine
- genre Glaucis Boie, 1831 (3 espèces)
  - Glaucis dohrnii – Ermite de Dohrn
  - Glaucis hirsutus – Ermite hirsute
  - Glaucis aeneus – Ermite bronzé
- genre Threnetes Gould, 1852 (3 espèces)
  - Threnetes ruckeri – Ermite de Rücker
  - Threnetes niger – Ermite d'Antonia
  - Threnetes leucurus – Ermite à queue blanche
- genre Anopetia Simon, 1918 (1 espèce)
  - Anopetia gounellei – Ermite de Gounelle
- genre Phaethornis Swainson, 1827 (27 espèces)
  - Phaethornis yaruqui – Ermite yaruqui
  - Phaethornis guy – Ermite vert
  - Phaethornis hispidus – Ermite d'Osery
  - Phaethornis longirostris – Ermite à longue queue
  - Phaethornis superciliosus – Ermite à brins blancs
  - Phaethornis malaris – Ermite à long bec
  - Phaethornis syrmatophorus – Ermite à ventre fauve
  - Phaethornis koepckeae – Ermite de Koepcke
  - Phaethornis philippii – Ermite de Filippi
  - Phaethornis bourcieri – Ermite de Bourcier
  - Phaethornis anthophilus – Ermite anthophile
  - Phaethornis eurynome – Ermite eurynome
  - Phaethornis pretrei – Ermite de Prêtre
  - Phaethornis augusti – Ermite d'Auguste
  - Phaethornis subochraceus – Ermite ocré
  - Phaethornis squalidus – Ermite terne
  - Phaethornis rupurumii – Ermite balafré
  - Phaethornis longuemareus – Ermite nain
  - Phaethornis idaliae – Ermite d'Idalie
  - Phaethornis nattereri – Ermite de Natterer
  - Phaethornis ruber – Ermite roussâtre
  - Phaethornis stuarti – Ermite de Stuart
  - Phaethornis atrimentalis – Ermite à gorge noire
  - Phaethornis aethopygus – (?)
  - Phaethornis striigularis – Ermite à gorge rayée
  - Phaethornis griseogularis – Ermite à gorge grise
  - Phaethornis mexicanus – Ermite de Hartert

Sous-famille des Polytminae
- Doryfera (2 espèces)
  - Doryfera ludovicae – Porte-lance de Louise
  - Doryfera johannae – Porte-lance de Jeanne
- Schistes (2 espèces)
  - Schistes geoffroyi – Colibri de Geoffroy
  - Schistes albogularis – Colibri à collier blanc
- Augastes (2 espèces)
  - Augastes scutatus – Colibri superbe
  - Augastes lumachella – Colibri lumachelle
- Colibri (5 espèces)
  - Colibri delphinae –  Colibri de Delphine
  - Colibri thalassinus – Colibri thalassin
  - Colibri cyanotus – Colibri cyanote
  - Colibri coruscans – Colibri d'Anaïs
  - Colibri serrirostris – Colibri à ventre blanc
- Androdon (1 espèce)
  - Androdon aequatorialis – Porte-lance d'Équateur
- Heliactin (1 espèce)
  - Heliactin bilophus – Colibri aux huppes d'or
- Heliothryx (2 espèces)
  - Heliothryx barroti – Colibri féerique
  - Heliothryx auritus – Colibri oreillard
- Polytmus (3 espèces)
  - Polytmus guainumbi – Colibri guaïnumbi
  - Polytmus milleri – Colibri des tépuis
  - Polytmus theresiae – Colibri tout-vert
- Avocettula (1 espèce)
  - Avocettula recurvirostris – Colibri avocette
- Chrysolampis (1 espèce)
  - Chrysolampis mosquitus – Colibri rubis-topaze
- Anthracothorax (8 espèces)
  - Anthracothorax viridigula – Mango à cravate verte
  - Anthracothorax prevostii – Mango de Prévost
  - Anthracothorax nigricollis – Mango à cravate noire
  - Anthracothorax veraguensis – Mango de Veraguas
  - Anthracothorax dominicus – Mango doré
  - Anthracothorax aurulentus – Mango de Porto Rico
  - Anthracothorax viridis – Mango vert
  - Anthracothorax mango – Mango de Jamaïque
- Eulampis (2 espèces)
  - Eulampis jugularis – Colibri madère
  - Eulampis holosericeus – Colibri falle-vert

Sous-famille des Lesbiinae
- Tribu des Heliantheini
  - Haplophaedia (3 espèces)
    - Haplophaedia aureliae – Érione d'Aurélie
    - Haplophaedia assimilis – Érione à pattes rousses
    - Haplophaedia lugens – Érione givrée

  - Eriocnemis (11 espèces)
    - Eriocnemis nigrivestis – Érione à robe noire
    - Eriocnemis isabellae – Érione d'Isabella
    - Eriocnemis vestita – Érione pattue
    - Eriocnemis derbyi – Érione de Derby
    - Eriocnemis godini – Érione turquoise
    - Eriocnemis cupreoventris – Érione à ventre cuivré
    - Eriocnemis luciani – Érione de Buquet
    - Eriocnemis mosquera – Érione à poitrine d'or
    - Eriocnemis glaucopoides – Érione à front bleu
    - Eriocnemis mirabilis – Érione multicolore
    - Eriocnemis aline – Érione d'Aline

  - Loddigesia (1 espèce)
    - Loddigesia mirabilis – Loddigésie admirable

  - Aglaeactis (4 espèces)
    - Aglaeactis cupripennis – Colibri étincelant
    - Aglaeactis castelnaudii – Colibri de Castelnau
    - Aglaeactis aliciae – Colibri d'Alice
    - Aglaeactis pamela – Colibri paméla

  - Coeligena (12 espèces)
    - Coeligena coeligena – Inca céleste
    - Coeligena wilsoni – Inca brun
    - Coeligena prunellei – Inca noir
    - Coeligena torquata – Inca à collier
    - Coeligena violifer – Inca violifère
    - Coeligena iris – Inca iris
    - Coeligena phalerata – Inca à queue blanche
    - Coeligena orina – Inca de Wetmore
    - Coeligena lutetiae – Inca à gemme bleue
    - Coeligena bonapartei – Inca de Bonaparte
    - Coeligena eos – Inca doré
    - Coeligena helianthea – Inca porphyre

  - Lafresnaya (1 espèce)
    - Lafresnaya lafresnayi – Colibri de Lafresnaye

  - Ensifera (1 espèce)
    - Ensifera ensifera – Colibri porte-épée

  - Pterophanes (1 espèce)
    - Pterophanes cyanopterus – Colibri à ailes saphir

  - Boissonneaua (3 espèces)
    - Boissonneaua flavescens – Colibri flavescent
    - Boissonneaua matthewsii – Colibri de Matthews
    - Boissonneaua jardini – Colibri de Jardine

  - Ocreatus (3 espèces)
    - Ocreatus underwoodii – Haut-de-chausses à palettes
    - Ocreatus peruanus – (?)
    - Ocreatus addae – (?)

  - Urochroa (2 espèces)
    - Urochroa bougueri – Colibri de Bouguer
    - Urochroa leucura – Colibri à queue blanche

  - Urosticte (2 espèces)
    - Urosticte benjamini – Colibri de Benjamin
    - Urosticte ruficrissa – Colibri à sous-caudales rousses

  - Heliodoxa (10 espèces)
    - Heliodoxa xanthogonys – Brillant à couronne verte
    - Heliodoxa gularis – Brillant à gorge rose
    - Heliodoxa branickii – Brillant de Branicki
    - Heliodoxa schreibersii – Brillant à gorge noire
    - Heliodoxa aurescens – Brillant à bandeau bleu
    - Heliodoxa rubinoides – Brillant rubinoïde
    - Heliodoxa jacula – Brillant fer-de-lance
    - Heliodoxa imperatrix – Brillant impératrice
    - Heliodoxa leadbeateri – Brillant à front violet
    - Heliodoxa rubricauda – Colibri rubis-émeraude
- Tribu des Lampornithini
  - Heliangelus (10 espèces)
    - Heliangelus mavors – Héliange mars
    - Heliangelus amethysticollis – Héliange de Clarisse
    - Heliangelus clarisse – Héliange de Longuemare
    - Heliangelus spencei – Héliange du Mérida
    - Heliangelus strophianus – Héliange à queue bleue
    - Heliangelus exortis – Héliange tourmaline
    - Heliangelus micraster – Héliange menu
    - Heliangelus viola – Héliange viola
    - Heliangelus regalis – Héliange royal
    - †Heliangelus zusii – Héliange de Bogota

  - Sephanoides (2 espèces)
    - Sephanoides sephaniodes – Colibri du Chili
    - Sephanoides fernandensis – Colibri robinson

  - Discosura (5 espèces)
    - Discosura popelairii – Coquette de Popelaire
    - Discosura langsdorffi – Coquette de Langsdorff
    - Discosura letitiae – Coquette de Letizia
    - Discosura conversii – Coquette à queue fine
    - Discosura longicauda – Coquette à raquettes

  - Lophornis (11 espèces)
    - Lophornis ornatus – Coquette huppe-col
    - Lophornis gouldii – Coquette de Gould
    - Lophornis magnificus – Coquette magnifique
    - Lophornis brachylophus – Coquette du Guerrero
    - Lophornis delattrei – Coquette de Delattre
    - Lophornis stictolophus – Coquette pailletée
    - Lophornis chalybeus – Coquette chalybée
    - Lophornis verreauxii – Coquette de Verreaux
    - Lophornis pavoninus – Coquette paon
    - Lophornis helenae – Coquette d'Hélène
    - Lophornis adorabilis – Coquette adorable

  - Phlogophilus (2 espèces)
    - Phlogophilus hemileucurus – Colibri à queue mi-blanche
    - Phlogophilus harterti – Colibri de Hartert

  - Adelomyia (1 espèce)
    - Adelomyia melanogenys – Colibri moucheté

  - Aglaiocercus (3 espèces)
    - Aglaiocercus kingii – Sylphe à queue d'azur
    - Aglaiocercus coelestis – Sylphe à queue violette
    - Aglaiocercus berlepschi – Sylphe du Venezuela

  - Sappho (1 espèce)
    - Sappho sparganurus – Colibri sapho

  - Polyonymus (1 espèce)
    - Polyonymus caroli – Colibri de Bourcier

  - Taphrolesbia (1 espèce)
    - Taphrolesbia griseiventris – Colibri comète

  - Oreotrochilus (6 espèces)
    - Oreotrochilus estella – Colibri d'Estelle
    - Oreotrochilus leucopleurus – Colibri à flancs blancs
    - Oreotrochilus chimborazo – Colibri du Chimborazo
    - Oreotrochilus cyanolaemus – (?)
    - Oreotrochilus stolzmanni – (?)
    - Oreotrochilus melanogaster – Colibri à plastron noir
    - Oreotrochilus adela – Colibri adèle

  - Opisthoprora (1 espèce)
    - Opisthoprora euryptera – Colibri avocettin

  - Lesbia (2 espèces)
    - Lesbia victoriae – Porte-traîne lesbie
    - Lesbia nuna – Porte-traîne nouna

  - Ramphomicron (2 espèces)
    - Ramphomicron dorsale – Colibri à dos noir
    - Ramphomicron microrhynchum – Colibri à petit bec

  - Chalcostigma (5 espèces)
    - Chalcostigma ruficeps – Métallure à tête rousse
    - Chalcostigma olivaceum – Métallure olivâtre
    - Chalcostigma stanleyi – Métallure de Stanley
    - Chalcostigma heteropogon – Métallure à queue bronzée
    - Chalcostigma herrani – Métallure arc-en-ciel

  - Oxypogon (4 espèces)
    - Oxypogon stuebelii – Colibri de Stübel
    - Oxypogon cyanolaemus – Colibri à barbe bleue
    - Oxypogon lindenii – Colibri de Linden
    - Oxypogon guerinii – Colibri casqué

  - Oreonympha (1 espèce)
    - Oreonympha nobilis – Colibri noble

  - Metallura (9 espèces)
    - Metallura tyrianthina – Métallure émeraude
    - Metallura iracunda – Métallure dorée
    - Metallura williami – Métallure verte
    - Metallura baroni – Métallure de Baron
    - Metallura odomae – Métallure du Chinguela
    - Metallura theresiae – Métallure de Thérèse
    - Metallura eupogon – Métallure à gorge feu
    - Metallura aeneocauda – Métallure à queue d'airain
    - Metallura phoebe – Métallure phébé

Sous-famille des Patagoninae
- Patagona (1 espèce)
  - Patagona gigas - Colibri géant

Sous-famille des Trochilinae
- Tribu des Lampornithini
  - Sternoclyta (1 espèce)
    - Sternoclyta cyanopectus - Colibri à poitrine violette

  - Hylonympha (1 espèce)
    - Hylonympha macrocerca - Colibri à queue en ciseaux

  - Eugenes (2 espèces)
    - Eugenes fulgens - Colibri de Rivoli
    - Eugenes spectabilis - Colibri de la Talamanca

  - Panterpe (1 espèce)
    - Panterpe insignis - Colibri insigne

  - Heliomaster (4 espèces)
    - Heliomaster longirostris - Colibri corinne
    - Heliomaster constantii - Colibri de Constant
    - Heliomaster squamosus - Colibri médiastin
    - Heliomaster furcifer - Colibri d'Angèle

  - Lampornis (8 espèces)
    - Lampornis hemileucus - Colibri à gorge lilas
    - Lampornis clemenciae - Colibri à gorge bleue
    - Lampornis amethystinus - Colibri à gorge améthyste
    - Lampornis viridipallens - Colibri vert-d'eau
    - Lampornis sybillae - Colibri de Sybil
    - Lampornis calolaemus - Colibri à gorge pourprée
    - Lampornis cinereicauda - Colibri à queue grise
    - Lampornis castaneoventris - Colibri à ventre châtain

  - Lamprolaima (1 espèce)
    - Lamprolaima rhami - Colibri à gorge grenat
- Tribu des Mellisugini
  - Calliphlox (1 espèce)
    - Calliphlox amethystina - Colibri améthyste

  - Myrtis (1 espèce)
    - Myrtis fanny - Colibri de Fanny

  - Rhodopis (1 espèce)
    - Rhodopis vesper - Colibri vesper

  - Myrmia (1 espèce)
    - Myrmia micrura - Colibri à queue courte

  - Thaumastura (1 espèce)
    - Thaumastura cora - Colibri cora

  - Philodice (2 espèces)
    - Philodice bryantae - Colibri magenta
    - Philodice mitchellii - Colibri de Mitchell

  - Eulidia (1 espèce)
    - Eulidia yarrellii - Colibri d'Arica

  - Microstilbon (1 espèce)
    - Microstilbon burmeisteri - Colibri de Burmeister

  - Chaetocercus (6 espèces)
    - Chaetocercus mulsant - Colibri de Mulsant
    - Chaetocercus bombus - Colibri bourdon
    - Chaetocercus heliodor - Colibri d'Héliodore
    - Chaetocercus astreans - Colibri des Santa Marta
    - Chaetocercus berlepschi - Colibri de Berlepsch
    - Chaetocercus jourdanii - Colibri de Jourdan

  - Tilmatura (1 espèce)
    - Tilmatura dupontii - Colibri zémès

  - Doricha (2 espèces)
    - Doricha enicura - Colibri à queue singulière
    - Doricha eliza - Colibri d'Eliza

  - Calothorax (2 espèces)
    - Calothorax lucifer - Colibri lucifer
    - Calothorax pulcher - Colibri charmant

  - Archilochus (2 espèces)
    - Archilochus alexandri - Colibri à gorge noire
    - Archilochus colubris - Colibri à gorge rubis

  - Mellisuga (2 espèces)
    - Mellisuga minima - Colibri nain
    - Mellisuga helenae - Colibri d'Elena

  - Nesophlox (2 espèces)
    - Nesophlox evelynae - Colibri des Bahamas
    - Nesophlox lyrura - Colibri d'Inagua

  - Calypte (2 espèces)
    - Calypte anna - Colibri d'Anna
    - Calypte costae - Colibri de Costa

  - Selasphorus (9 espèces)
    - Selasphorus calliope - Colibri calliope
    - Selasphorus rufus - Colibri roux
    - Selasphorus sasin - Colibri d'Allen
    - Selasphorus platycercus - Colibri à queue large
    - Selasphorus heloisa - Colibri héloïse
    - Selasphorus ellioti - Colibri d'Elliot
    - Selasphorus flammula - Colibri flammule
    - Selasphorus scintilla - Colibri scintillant
    - Selasphorus ardens - Colibri ardent
- Tribu des Trochilini
  - Phaeoptila (1 espèce)
    - Phaeoptila sordida - Colibri sombre

  - Riccordia (6 espèces)
    - Riccordia ricordii - Émeraude de Ricord
    - †Riccordia bracei - Émeraude de New Providence
    - Riccordia swainsonii - Émeraude d'Hispaniola
    - Riccordia maugeus - Émeraude de Porto Rico
    - Riccordia bicolor - Colibri à tête bleue
    - †Riccordia elegans - (?)

  - Cynanthus (6 espèces)
    - Cynanthus latirostris - Colibri circé
    - Cynanthus doubledayi - Colibri de Doubleday
    - Cynanthus auriceps - Émeraude couronnée
    - Cynanthus forficatus - Émeraude de Cozumel
    - Cynanthus canivetii - Émeraude de Canivet
    - Cynanthus lawrencei - Colibri des Marias

  - Chlorostilbon (10 espèces)
    - Chlorostilbon assimilis - Émeraude du Panama
    - Chlorostilbon melanorhynchus - Émeraude des Andes occidentales
    - Chlorostilbon gibsoni - Émeraude de Gibson
    - Chlorostilbon mellisugus - Émeraude orvert
    - Chlorostilbon olivaresi - Émeraude d'Olivares
    - Chlorostilbon lucidus - Émeraude splendide
    - Chlorostilbon russatus - Émeraude cuivrée
    - Chlorostilbon stenurus - Émeraude à queue étroite
    - Chlorostilbon alice - Émeraude alice
    - Chlorostilbon poortmani - Émeraude à queue courte

  - Basilinna (2 espèces)
    - Basilinna leucotis - Colibri à oreilles blanches
    - Basilinna xantusii - Colibri de Xantus

  - Pampa (4 espèces)
    - Pampa curvipennis - Campyloptère à queue courbe
    - Pampa pampa - Campyloptère à queue large
    - Pampa excellens - Campyloptère pampa
    - Pampa rufa - Campyloptère roux

  - Abeillia (1 espèce)
    - Abeillia abeillei - Colibri d'Abeillé

  - Klais (1 espèce)
    - Klais guimeti - Colibri à tête violette

  - Orthorhyncus (1 espèce)
    - Orthorhyncus cristatus - Colibri huppé

  - Anthocephala (2 espèces)
    - Anthocephala floriceps - Colibri à tête rose
    - Anthocephala berlepschi - Colibri du Tolima

  - Stephanoxis (2 espèces)
    - Stephanoxis lalandi - Colibri de Delalande
    - Stephanoxis loddigesii - Colibri à huppe bleue

  - Campylopterus (10 espèces)
    - Campylopterus largipennis - Campyloptère à ventre gris
    - Campylopterus calcirupicola - Campyloptère calcicole
    - Campylopterus diamantinensis - Campyloptère de Diamantina
    - Campylopterus hyperythrus - Campyloptère rougeâtre
    - Campylopterus ensipennis - Campyloptère à queue blanche
    - Campylopterus falcatus - Campyloptère lazulite
    - Campylopterus phainopeplus - Campyloptère des Santa Marta
    - Campylopterus hemileucurus - Campyloptère violet
    - Campylopterus duidae - Campyloptère montagnard
    - Campylopterus villaviscensio - Campyloptère du Napo

  - Chalybura (2 espèces)
    - Chalybura urochrysia - Colibri à queue bronzée
    - Chalybura buffonii - Colibri de Buffon

  - Thalurania (5 espèces)
    - Thalurania colombica - Dryade couronnée
    - Thalurania furcata - Dryade à queue fourchue
    - Thalurania watertonii - Dryade de Waterton
    - Thalurania glaucopis - Dryade glaucope

  - Microchera (3 espèces)
    - Microchera albocoronata - Colibri à coiffe blanche
    - Microchera cupreiceps - Colibri à tête cuivrée
    - Microchera chionura - Colibri elvire

  - Goldmania (2 espèces)
    - Goldmania violiceps - Colibri à calotte violette
    - Goldmania bella - Colibri du Pirré

  - Eupherusa (5 espèces)
    - Eupherusa ridgwayi - Dryade du Mexique
    - Eupherusa poliocerca - Colibri du Guerrero
    - Eupherusa cyanophrys - Colibri d'Oaxaca
    - Eupherusa eximia - Colibri à épaulettes
    - Eupherusa nigriventris - Colibri à ventre noir

  - Phaeochroa (1 espèce)
    - Phaeochroa cuvierii - Colibri de Cuvier

  - Leucippus (1 espèce)
    - Leucippus fallax - Colibri trompeur

  - Thaumasius (2 espèces)
    - Thaumasius baeri - Colibri de Tumbes
    - Thaumasius taczanowskii - Colibri de Taczanowski

  - Taphrospilus (1 espèce)
    - Taphrospilus hypostictus - Colibri grivelé

  - Eupetomena (2 espèces)
    - Eupetomena macrourus - Colibri hirondelle
    - Eupetomena cirrochloris - Colibri vert et gris

  - Talaphorus (1 espèce)
    - Talaphorus chlorocercus - Colibri à queue verte

  - Trochilus (2 espèces)
    - Trochilus polytmus - Colibri à tête noire
    - Trochilus scitulus - Colibri à bec noir

  - Leucolia (3 espèces)
    - Leucolia violiceps - Ariane à couronne violette
    - Leucolia viridifrons - (?)
    - Leucolia wagneri - Ariane de Wagner

  - Saucerottia (11 espèces)
    - Saucerottia cyanocephala - Ariane à couronne azur
    - Saucerottia hoffmanni - Ariane de Hoffmann
    - Saucerottia beryllina - Ariane béryl
    - Saucerottia cyanura - Ariane à queue bleue
    - Saucerottia edward - Ariane d'Edward
    - Saucerottia saucerrottei - Ariane de Sophie
    - Saucerottia cyanifrons - Ariane à front bleu
    - Saucerottia castaneiventris - Ariane à ventre roux
    - Saucerottia viridigaster - Ariane à ventre vert
    - Saucerottia tobaci - Ariane de Félicie
    - Saucerottia cupreicauda - Ariane à queue cuivrée

  - Amazilia (5 espèces)
    - Amazilia rutila - Ariane cannelle
    - Amazilia yucatanensis - Ariane du Yucatan
    - Amazilia tzacatl - Ariane à ventre gris
    - Amazilia luciae - Ariane de Lucy
    - Amazilia boucardi - Ariane de Boucard

  - Amazilis (1 espèce)
    - Amazilis amazilia - Ariane de Lesson

  - Uranomitra (1 espèce)
    - Uranomitra franciae - Ariane de Francia

  - Chrysuronia (9 espèces)
    - Chrysuronia goudoti - Colibri de Goudot
    - Chrysuronia oenone - Saphir œnone
    - Chrysuronia versicolor - Ariane versicolore
    - Chrysuronia coeruleogularis - Colibri faux-saphir
    - Chrysuronia lilliae - Colibri de Lillie
    - Chrysuronia humboldtii - Saphir de Humboldt
    - Chrysuronia grayi - Saphir ulysse
    - Chrysuronia brevirostris - Ariane à poitrine blanche
    - Chrysuronia leucogaster - Ariane vert-doré

  - Leucochloris (1 espèce)
    - Leucochloris albicollis - Colibri à gorge blanche

  - Chionomesa (2 espèces)
    - Chionomesa fimbriata - Ariane de Linné
    - Chionomesa lactea - Ariane saphirine

  - Hylocharis (2 espèces)
    - Hylocharis sapphirina - Saphir à gorge rousse
    - Hylocharis chrysura - Saphir à queue d'or

  - Elliotomyia (2 espèces)
    - Elliotomyia chionogaster - Ariane à ventre blanc
    - Elliotomyia viridicauda - Ariane du Pérou

  - Polyerata (3 espèces)
    - Polyerata amabilis - Ariane aimable
    - Polyerata decora - Ariane charmante
    - Polyerata rosenbergi - Ariane de Rosenberg

  - Chlorestes (5 espèces)
    - Chlorestes candida - Ariane candide
    - Chlorestes eliciae - Saphir d'Élicia
    - Chlorestes cyanus - Saphir azuré
    - Chlorestes julie - Colibri de Julie
    - Chlorestes notata - Colibri à menton bleu

#### Les hybrides
Peu d'hybridations ont donné lieu à une étude scientifique. On peut cependant citer celle de Amazilia tzacatl × Amazilia rutila, celle de Basilinna leucotis × Selasphorus platycercus ou celle de Selasphorus sasin × Calypte anna,.

### Menaces
Deux espèces sont répertoriées comme éteintes par l'UICN en 2007, Chlorostilbon elegans et Chlorostilbon bracei. Lophornis brachylophus, Lepidopyga lilliae, Amazilia luciae, Amazilia castaneiventris, Aglaeactis aliciae, Coeligena orina, Sephanoides fernandensis, Eriocnemis nigrivestis, Eriocnemis godini, Eriocnemis mirabilis sont en danger critique d'extinction.

## Oiseaux-mouches et l'homme

### Mythes

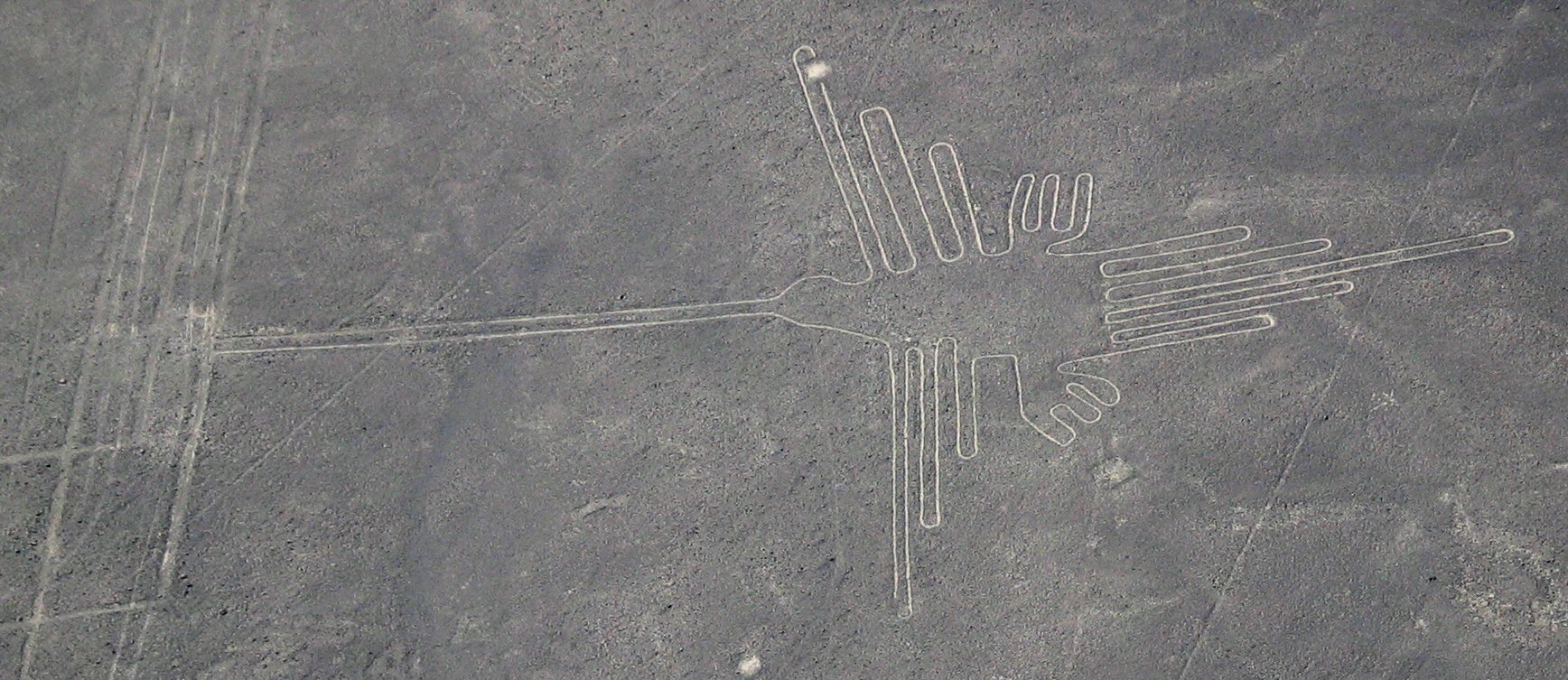
L'oiseau-mouche est représenté dans les lignes de Nazca

Les mythes amérindiens accordent souvent un rôle important aux Trochilidae.
En Mésoamérique, en particulier, le dieu tribal emblématique du peuple aztèque, Huitzilopochtli, était fortement associé aux oiseaux-mouches. De par son nom, d'abord, qui peut se traduire par « oiseau-mouche de gauche » (la gauche symbolisant le sud, traditionnellement associé à la mort), mais aussi parce que, dans la mythologie aztèque, les guerriers morts au combat rejoignaient Huitzilopochtli sous la forme d'un oiseau-mouche butinant des fleurs. De fait, l'oiseau-mouche était un animal sacré chez les Aztèques. On retrouve également dans le nom du souverain aztèque Huitzilihuitl le mot nahuatl désignant l'oiseau-mouche, « huitzil », dont l'origine est une onomatopée imitant le son produit par le vol des oiseaux-mouches.
Chez les Taïnos, l'oiseau-mouche est le symbole du semeur de la vie sur Terre et celui de la renaissance de la nation indienne dans les Caraïbes et la Floride.
Les Ohlones racontent que l'oiseau-mouche a apporté le feu aux hommes. Un des géoglyphes de Nazca dépeint un oiseau-mouche.
L'oiseau-mouche (mainoĩ) fait partie des histoires sacrées des Brésiliens indigènes, tel que rapporté dans le livre guarani Ayvu Rapyta (« origine mythique de la langue »).

### Culture actuelle
- Trinité-et-Tobago se revendique comme « la terre de l'oiseau-mouche » et un oiseau-mouche figure sur les pièces de monnaie de un cent aussi bien que sur le logo de la compagnie aérienne nationale, Caribbean Airlines.
- Au Brésil, un bourdonnement d'oiseau-mouche noir est un signe de mort dans la famille, particulièrement s'il a lieu à l'intérieur d'une maison.
- Plusieurs chansons populaires en anglais ont eu pour titre « Hummingbird », la traduction pour oiseau-mouche.
- La Gibson Hummingbird est une guitare folk fabriquée par Gibson Guitar Corporation.
- Lors du concours de beauté Miss Univers 2016, Miss Équateur Connie Jiménez portait un costume national inspiré des colibris de sa terre natale[57] qui comportait de vastes ailes dorées censées suivre les mouvements de ses bras[58],[59]. Toutefois, durant la répétition générale la reine de beauté fit des mouvements trop brusques qui endommagèrent son costume, et elle est entrée sur scène avec une aile gauche cassée[60],[61].

### Importance économique

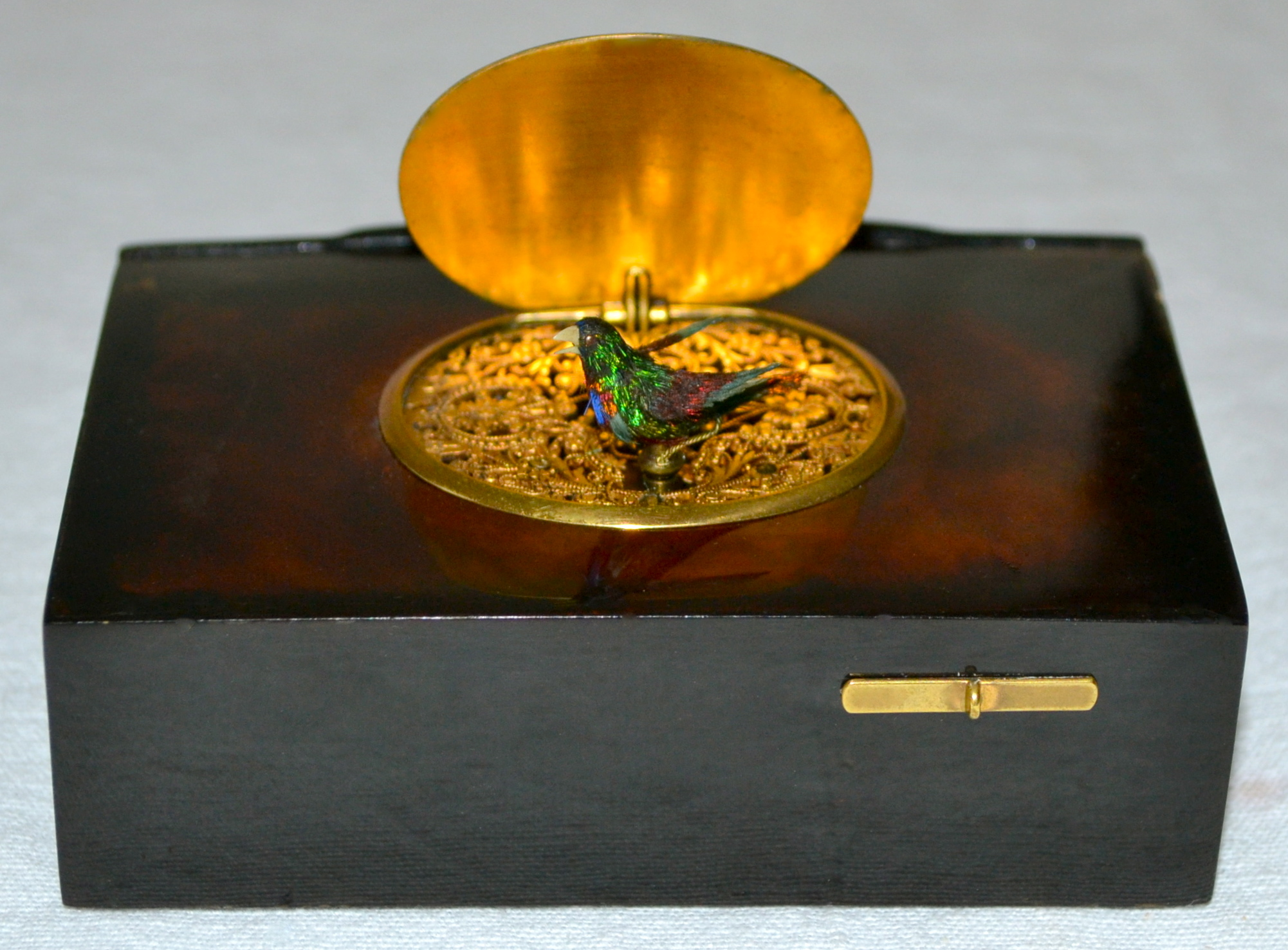
Boîte à oiseau chanteur présentant un oiseau habillé avec plumes de colibri.

Dans le passé, des oiseaux-mouches ont été activement chassés pour leurs plumes qui ont été employées pour faire des bijoux et pour orner des vêtements. Ils ont aussi été capturés pour garnir les zoos et les collections privées. Certains oiseaux-mouches sont toujours vendus sur les marchés comme aphrodisiaques bien qu'aucune preuve d'efficacité dans ce domaine n'ait jamais été démontrée.
Les oiseaux-mouches ont une importance notable sur l'écosystème en étant des pollinisateurs uniques de nombreuses plantes. La présence de ces oiseaux peut attirer les amateurs d'écotourisme.

### Engouement du public pour les oiseaux-mouches

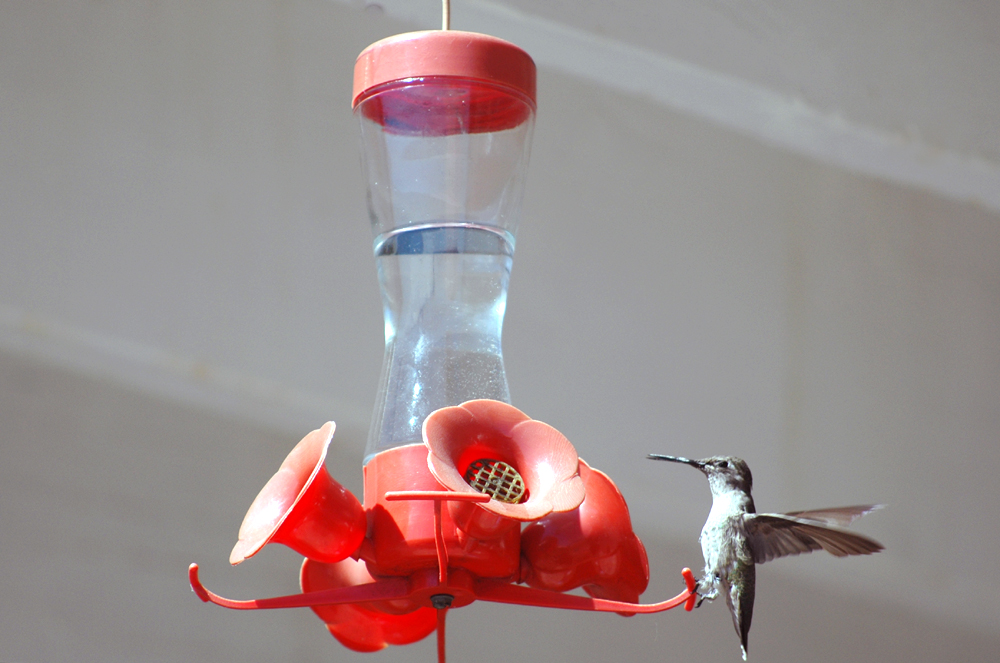
Mangeoire à oiseaux-mouches à San Diego

Les oiseaux-mouches sont populaires, par leur aspect coloré, leurs chants et le fait qu'ils butinent les fleurs des jardins. Les jardiniers aimant ces oiseaux choisissent les fleurs qu'ils cultivent pour en attirer le plus grand nombre d'espèces.
Ces oiseaux apparaissent d'autant plus fragiles qu'il arrive que les oiseaux-mouches se retrouvent prisonniers à l'intérieur des maisons. Dès lors, leur réflexe est de voler vers le haut, ils ne peuvent donc plus sortir et meurent en moins d'une heure, étant donné leur métabolisme. Par conséquent des mangeoires spécifiques sont disposées pour les nourrir en Amérique du Nord. Ces mangeoires remplacent les jardins de fleurs particulièrement en début et fin de saison. Le nectar synthétique est composé de sucre. Le miel est à éviter car il contient des bactéries nocives pour les oiseaux-mouches, les édulcorants trop peu calorifiques sont à proscrire, les colorants sont probablement toxiques. Il est préconisé d'utiliser simplement de l'eau et du sucre, de changer le contenu du réservoir régulièrement, en fonction de la chaleur, et de bien le nettoyer à chaque fois pour éviter le développement de bactéries. Des mangeoires à concentration en sucre différentes peuvent permettre aux oiseaux-mouches de différentes tailles de créer une hiérarchie qui permettra aux plus petits d'accéder aux mangeoires confisquées par les plus gros.

### Références externes

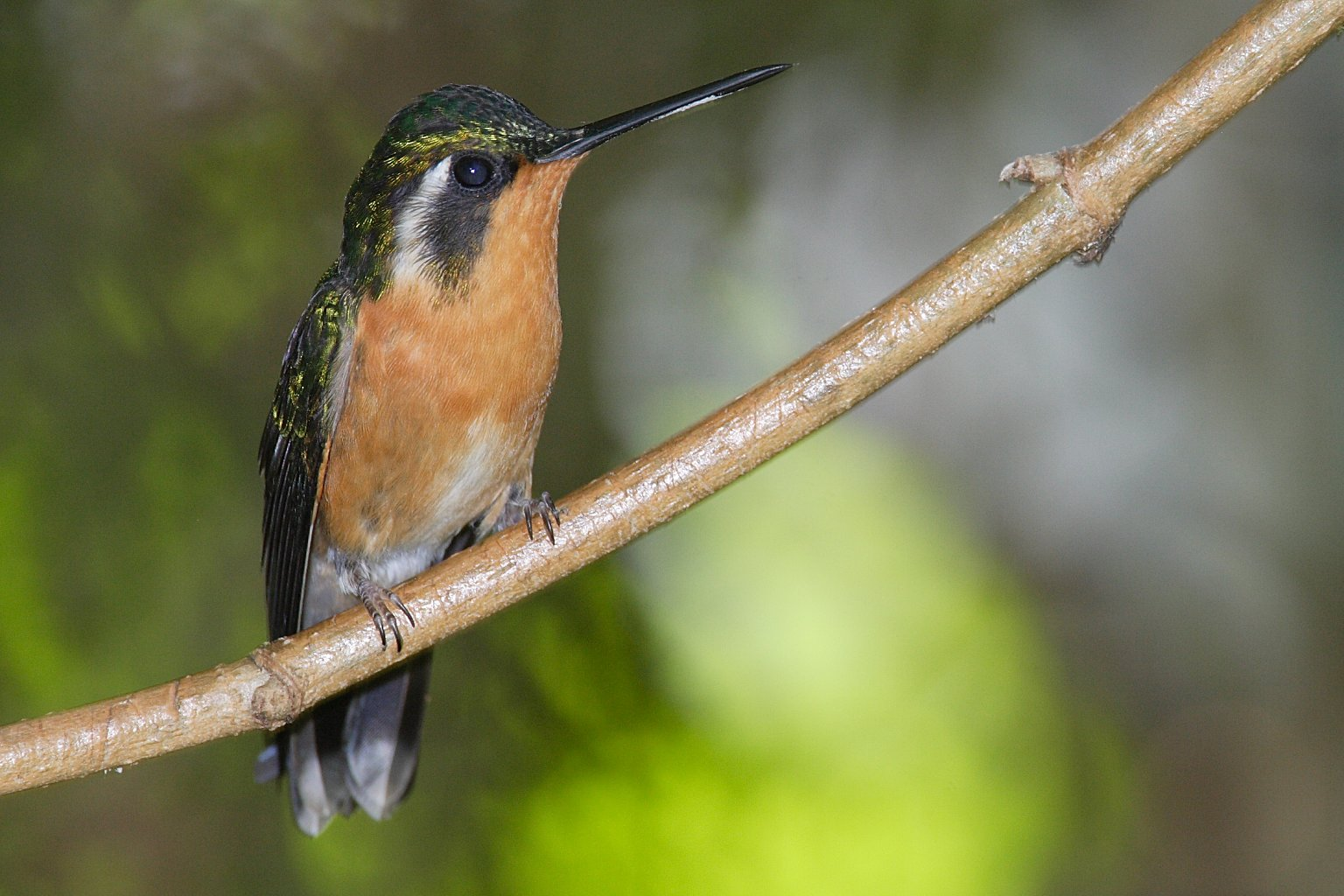
Femelle de Lampornis castaneoventris.